# Charles Soreng
Charles Soreng SJ (* 18. August 1934 in Chirratoli, Indien; † 11. Januar 2019 in Ranchi) war ein indischer Ordensgeistlicher und römisch-katholischer Bischof von Hazaribag.

## Leben
Charles Soreng trat der Ordensgemeinschaft der Jesuiten bei und empfing am 24. März 1969 die Priesterweihe. 
Papst Johannes Paul II. ernannte ihn am 23. Oktober 1989 zum Bischof von Daltonganj. Die Bischofsweihe spendete ihm der Erzbischof von Ranchi, Telesphore Placidus Toppo, am 9. Februar des nächsten Jahres; Mitkonsekratoren waren George Victor Saupin SJ, Bischof von Bhagalpur, und Paschal Topno SJ, Bischof von Ambikapur. 
Am 1. April 1995 ernannte ihn Johannes Paul II. zum Bischof von Hazaribag. Papst Benedikt XVI. nahm am 8. September 2012 sein aus Altersgründen vorgebrachtes Rücktrittsgesuch an.